# Posolanka
Posolanka je manj znano prekmursko pecivo iz kvašenega testa s skutinim nadevom, premazano s kislo smetano.